# Slaget ved Boden
Slaget ved Boden fandt sted d. 4 december, 1813, som en del af det danske auxilliærkorps' indsats i alliancen med den franske kejser Napoleon. Russiske og allierede hære stormede frem, efter Napoleons nederlag i Rusland i 1812, og i december nåede de Nordtyskland, hvor Danmark i juli 1813 havde opstillet et korps på 12.000 mand, som sammen med to franske divisioner udgjorde marskal Davouts 13. armékorps. Mens de franske divisioner forsvarede Hamburg trak den danske styrke sig under kamp tilbage til Holsten. Den 4. december 1813 udkæmpedes en træfning ved landsbyen Boden, hvor en brigade, bestående af Slesvigske og Fynske Infanterirregiment samt en eskadron af Fynske Regiments lette dragoner, standsede en forfølgende fortrop fra den svenske general Wallmodens russisk-tysk-svenske armékorps, og drev den på flugt.

## Baggrund
Situationen havde udviklet sig truende for Danmark-Norge efter kejser Napoleons nederlag i det omfattende slag ved Leipzig d. 15-19 oktober 1813. Efter sin deltagelse i slaget blev Napoleons tidligere marskal, Bernadotte, og nu svensk tronfølger i stand til med en russisk/tysk/svensk styrke at marchere mod Danmark i nord. Davout søgte mod Hamburg, og blev indesluttet der, mens det danske auxilliærkorps under en stadig række af fægtninger trak sig tilbage mod nordvest gennem Holsten med det formål at nå ind bag Rendsborgs stærke befæstninger. Under et sidste forsøg på at reetablere forbindelsen med franskmændene i Hamburg kom det i området mellem Hamburg og Lübeck d. 4. december til en arrieregardefægtning ved Boden.

## Slaget
Føreren af det danske auxilliærkorps, Prins Frederik af Hessen, havde beordret generalmajor Lassons 2. brigade, der befandt sig ved Oldesloe, til at støde frem mod Boden for at genoprette kontakten til franskmændene. Kort tid efter fik han af marskal Davout efterretninger om, at vejen mellem Oldesloe og Hamburg var besat af fjenden, hvorved forbindelsen mellem de franske og danske tropper måtte betragtes som effektivt afbrudt. Fremstødet mod Boden burde derfor opgives, men det var ikke muligt – to stærke rekognosceringskommandoer var allerede på march og de lod sig ikke afbryde. Det ene kommando, 5. kompagni af Fyenske infanteriregiment og en halv eskadron af Fyenske regiment lette dragoner, rykkede små 20 km mod syd. Man erfarede her at fjenden stod mellem egne styrker og franskmændene, og at opnå forbindelse med dem måtte opgives. Omsværmet af fjendtlige ryttere trak man sig således tilbage. Det andet rekognosceringskommando, under oberstløjtnant Scriver, som bestod af Slesvigske infanteriregiment og en halv eskadron af Husarregimentet, nåede frem et par km øst for Boden. På dette tidspunkt modtog de danske tropper en ordre fra generalmajor Lasson om at trække sig tilbage. Nu kom man imidlertid i kamp med en fjendtlig bataljon af russisk-tyske legion. Det lykkedes danskerne at frigøre sig og slutte sig til hovedstyrken i Gross Boden, hvor rekognosceringsstyrken, væsentligst bestående af Slesvigskes folk og noget rytteri, gjorde holdt og gik i stilling med front mod øst og syd. Fem kompagnier af Fyenske infanteriregiment tog opstilling ved Klein Boden som reserve for Scrivers kommando.
Det danske fremstød havde overrasket fjenden, der hastigt fik samlet en overlegen styrke bestående af Engelsk-tyske legion og 4. bataljon af russisk-tyske legion. Vejret var tåget og pludselig dukkede bataljon Lüneburg op foran den danske hovedstilling ved Boden og angreb. Dette angreb blev afvist tre gange af 1. bataljon af Slesvigske infanteriregiment, der modtog fjenden med kraftige velrettede salver. Den Hannoveranske bataljon Bremen-Verden blev indsat imod danskerne og oberstløjtnant Scriver trak sin styrke noget tilbage i retning af Gross Boden. På dette kritiske tidspunkt lod brigaden de fynske reserver sætte ind.
Det var efterhånden ved at blive aften. Stående i stilhed og spænding ventede danskerne på, hvad der ville dukke frem af tågen, der nu var så tæt, at man trods fuldmånen ikke kunne se 15 skridt frem for sig. Så rullede det hannoveranske angreb frem med bataljonen Bremen-Verden i første linje og bataljon Anhalt-Dessau i anden linje. De to Hannoveranske bataljoner angreb de to danske bataljoner, der imidlertid modtog dem med en generalsalve efterfulgt af et beslutsomt bajonetangreb. Over for dette modangreb veg Hannoveranerne, og samtidig iværksatte de fåtallige danske ryttere et overraskende angreb, hvorved fjenden blev grebet af panik og flygtede.

## Efterspil
Resultatet var en dansk sejr. Der blev imidlertid ikke lang tid til at opholde sig på valpladsen, for overlegne fjendtlige styrker måtte forventes at indfinde sig. Man marcherede derfor tilbage til Oldesloe,og af frygt for, at allierede enheder skulle omgå ham, besluttede prinsen af Hessen snart efter at opgive stillingen ved ved Oldesloe og marchere til Bornhöved, hvor der få dage senere fandt en ny træfning sted d. 7. december. Kampen ved Boden havde været en glimrende lille sejr. Det danske infanteri havde klaret sig glimrende over for den jævnbyrdige tyske modstander og havde vist sig lige så effektivt som det danske kavaleri, der både af venner og fjender blev anerkendt som det bedste på slagmarken. Flere danske enheder havde bidraget til det gode udfald, men det var 1. Slesvigske, der havde taget og tålt det første hårde stød og dermed var vejen banet for den gode indsats. Derfor fik regimentet, i 1938, overrakt et fanebånd med inskriptionen BODEN 1813 for indsatsen d. 4 december. Regimentet modtog samtidig et fanebånd for en senere indsats i forbindelse med slaget ved Isted d. 24-25 juli, 1850. Ceremonien blev afholdt d. 30. juni 1938, nær Bjerning, hvor regimentet også havde deltaget i en anden mindre træfning, under treårskrigen, 90 år tidligere.